# 천제루
천제루(陳潔如(진결여), 1906년 8월 26일 ~ 1971년 1월 21일)는 중화민국 총통을 지낸 장제스(蔣介石)의 2번째 부인이며 만년에는 홍콩에서 정치인으로 활약을 한 여인이다. 자신의 별명으로는 제니(Jennie)이다.

## 생애
그녀의 아명(兒名)은 천펑(陳鳳, 진봉), 천루(陳璐, 진노, 진로)이며 미국식 이름(영문명)은 Jennie Chen이다. 청나라 장쑤성 상하이에서 출생하였으며 지난날 한때 청나라 저장성 닝보에서 잠시 유아기를 보낸 적이 있는 그녀는 1921년 장제스(蔣介石)와 결혼하였으며 1927년 이혼하였다. 그녀는 장제스(蔣介石)가 신분이 천한 일본 여성과의 사이에서 얻은 딸 장야오광(蔣瑤光)을 1921년에서 1927년 장제스와 이혼할 때까지 6년간을 양모(養母)의 자격으로써 양육하였다. 그녀는 장제스와 이혼 후 미국에 유학하였다가 학업을 마친 뒤 1935년 중국 본토로 귀국하였고 1949년 9월 9일을 기하여 중국 본토가 공산화되자 잠시 중국 본토에서 중국공산당 인민정치협상회의 보통위원을 지내다가 당시 중화인민공화국 제4국가부원수였던 쑹칭링(宋慶齡)과 반목하여 같은 해 1949년 12월 9일에 중공 인민정치협상회의 보통위원 직위를 사퇴하고 홍콩(香港)으로 건너갔으며 홍콩에서 홍콩 공회연합회 최고위원을 역임하였고 1971년 1월 21일 그곳에서 향년 65세로 별세하였다.

## 학력
- 1921년 : 중화민국 저장 성 닝보 화광 여자중학교 중퇴
- 1926년 : 중화민국 국민당 전수훈련학교 졸업
- 1933년 : 미국 컬럼비아 대학교 교육학과 학사
- 1935년 : 미국 컬럼비아 대학교 대학원 교육학과 교육학 석사